# Lemondás (jog)
A lemondás jogi eredetű kifejezés, amelynek a lényege: valamely jogosultság, állás, tisztség stb. egyoldalú megszüntetése a jogosult erre irányuló nyilatkozatával (akaratnyilatkozatával). (A köznyelvben bármilyen dologgal kapcsolatban használható, amelynek az előnyét, hasznát nem kívánja élvezni az, aki lemond arról.) A köztisztviselőkről szóló törvény Magyarországon lemondásnak nevezi a köztisztviselő azon nyilatkozatát, amit a munkajogban a dolgozó részéről való felmondásnak hívnak.

## A nyilatkozat tartalma
A nyilatkozat érvényességét jogszabályok feltételekhez köthetik.
Jogszabály lehetővé teheti a lemondás korábbi időpontra való visszamenő hatályát  (pl. Lemondás a védjegyoltalomról avagy a jövőre vonatkozó, felfüggesztő vagy bontó feltételhez kötését. (pl. harmadik személy jóváhagyásától teszik függővé).
Jogszabály előírhatja a lemondó nyilatkozat visszavonásának semmisségét (pl. Lemondás a védjegyoltalomról
A lemondás  érvényességéhez jogszabály előírhatja más, azonos nemű jogosultság megszerzését (ez tipikusan az állampolgársági jogosultságra vonatkozik, ahol a hontalanság megelőzése érdekében írnak elő ilyen kötelezettséget jogszabályok.)
Közjogi dilemma is előfordulhat pl. az uralkodó lemondásának érvényességéről (pl. IV. Károly Eckartsaui nyilatkozata  vagy magyar miniszterelnökök lemondásáról.